# Meghan Musnicki
Meghan Musnicki (* 5. Februar 1983 in Naples, New York) ist eine US-amerikanische Ruderin und zweifache Olympiasiegerin im Achter.  
Musicki begann 2001 mit dem Rudern. Erst beim Weltcupfinale 2010 in Luzern machte sie ihr internationales Debüt in der Weltspitze, als sie mit dem US-Achter gewann und zusammen mit Zsuzsanna Francia im Zweier ohne Steuerfrau den zweiten Platz belegte. Bei den Weltmeisterschaften 2010 in Neuseeland startete Musnicki nur im US-Achter und gewann auf Anhieb den Weltmeistertitel. 2011 starteten Francia und Musnicki zweimal im Weltcup und erreichten einen zweiten und einen vierten Platz. Bei den Weltmeisterschaften 2011 in Bled ruderten beide im Achter und halfen bei der erfolgreichen Titelverteidigung. Bei den Olympischen Spielen in London saß Musnicki wieder im US-Achter, der in der Besetzung Erin Cafaro, Zsuzsanna Francia, Esther Lofgren, Taylor Ritzel, Meghan Musnicki, Elle Logan, Caroline Lind, Caryn Davies und Steuerfrau Mary Whipple die Goldmedaille gewann.
Bei den Ruder-Weltmeisterschaften 2013 in Chungju gewann sie im Achter ebenso die Goldmedaille wie bei den Weltmeisterschaften 2014 und 2015. Die seit 2006 andauernde Siegesserie des US-Achters bei Weltmeisterschaften und Olympischen Spielen setzte sich auch bei den Olympischen Spielen 2016 fort, als Emily Regan, Kerry Simmonds, Amanda Polk, Lauren Schmetterling, Tessa Gobbo, Meghan Musnicki, Elle Logan, Amanda Elmore und Steuerfrau Katelin Snyder vor den Britinnen und den Rumäninnen siegten. 
Nach zwei Jahren Unterbrechung kehrte Musnicki 2019 zurück. Mit dem Achter aus den Vereinigten Staaten belegte sie den dritten Platz bei den Weltmeisterschaften in Linz hinter den Booten aus Neuseeland und aus Australien. 2021 erreichte der US-Achter den vierten Platz bei den Olympischen Spielen in Tokio. Nach zwei Jahren Pause trat Musnicki 2023 bei den Weltmeisterschaften in Belgrad zusammen mit Alison Rusher im Zweier ohne Steuerfrau an und belegte den sechsten Platz. 2024 kehrte Musnicki in den Achter zurück und erreichte bei den Olympischen Spielen in Paris zum vierten Mal das Finale im Achter. Die Crew aus den Vereinigten Staaten überquerte die Ziellinie als Fünfte.